# Trabalhador paraveterinário

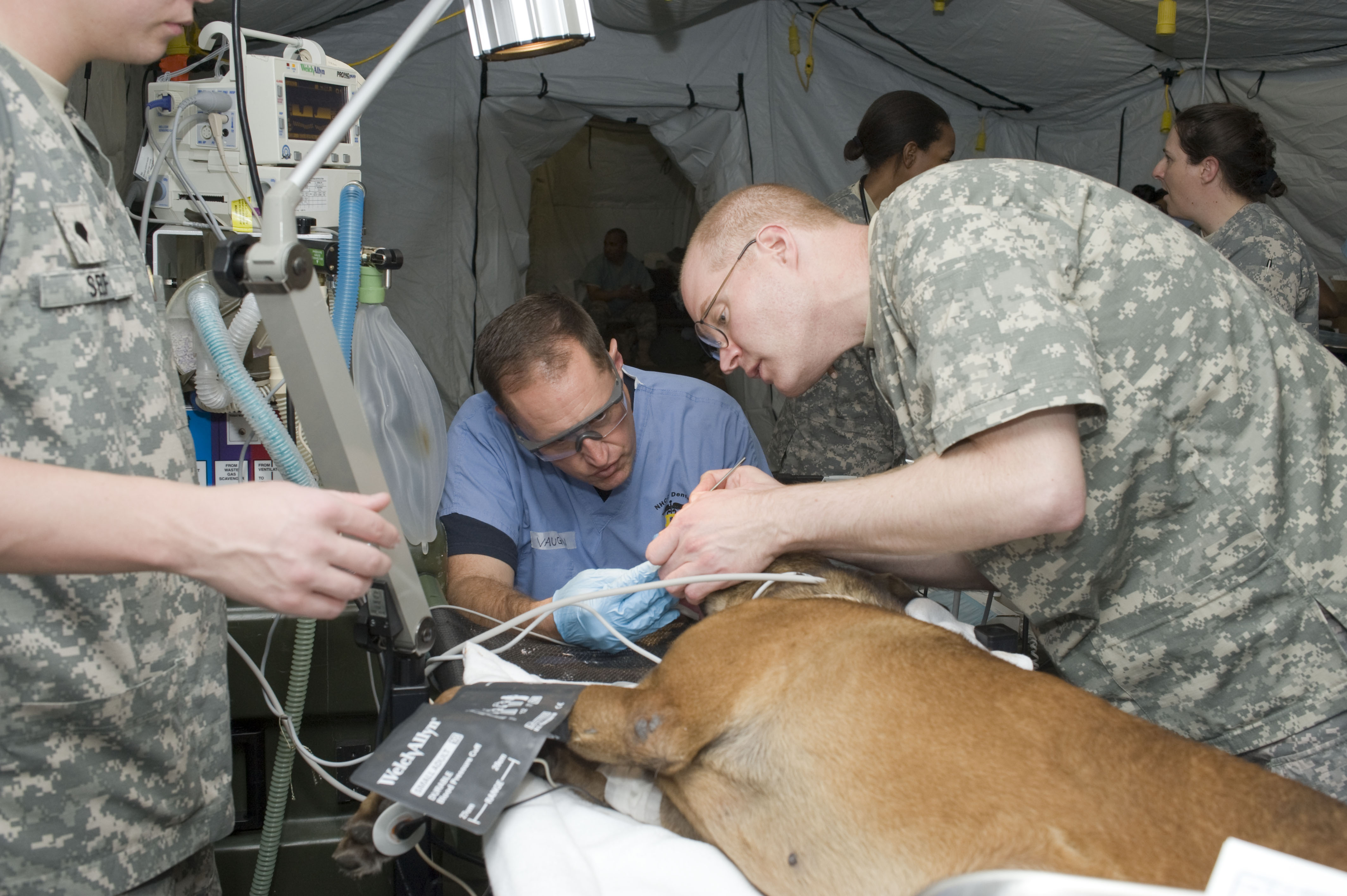
Cirurgia realizada por médico veterinário com técnicos veterinários

Trabalhador paraveterinário (do grego "para" = "semelhante, similar") ou profissional paraveterinário é o profissional da ciência veterinária que desempenha procedimentos de forma autônoma ou semi autônoma, como parte de um sistema de atendimento veterinário.
O papel varia em todo o mundo, e títulos comuns incluem enfermeiro veterinário, técnico em veterinária e de auxiliar de veterinária e variantes com o prefixo de "saúde animal" em alguns países.
O escopo da prática varia entre os países, com alguns países permitindo trabalhadores paraveterinários devidamente qualificados num âmbito de autonomia prática, incluindo pequenas cirurgias, e outros países restringem seus trabalhadores como auxiliares de outros profissionais.

## Nomenclatura

### Enfermeiro e técnico veterinário

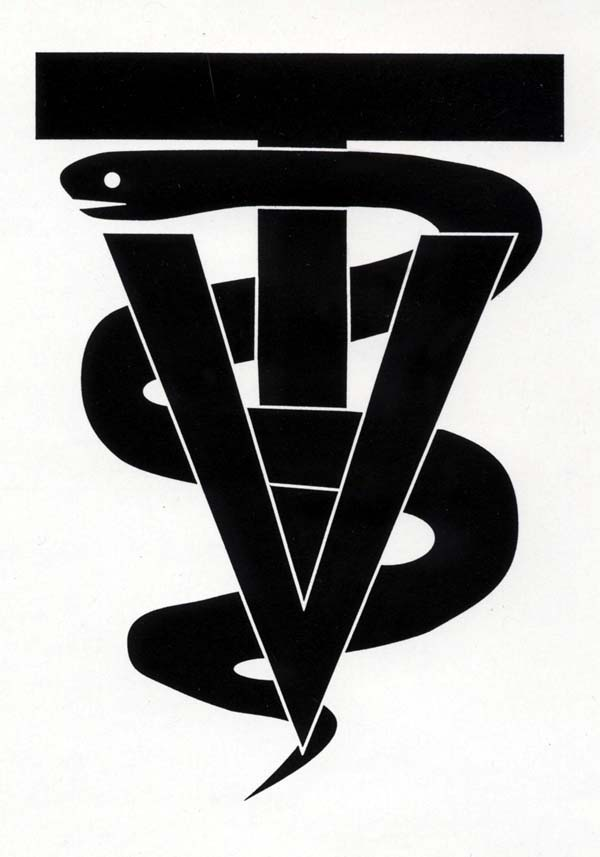
Logotipo dos Técnicos em veterinária dos EUA

Na maioria dos países anglófonos, os trabalhadores paraveterinários com competências formais da prática, e um certo grau de autonomia no seu papel, são conhecidos como enfermeiros veterinários. A principal exceção a isso é na América do Norte, onde os Estados Unidos e o Canadá se referem a esses trabalhadores como técnicos em veterinária. A maioria das províncias Canadenses têm um processo de registro formal e legalmente os médicos veterinários devem contratar técnicos em veterinária registrados. O processo de registro envolve frequentar uma instituição de ensino e passar em um exame de licenciamento. Os técnicos registrados também devem atender a critérios de licenciamento anual e os requisitos de educação contínuos.[carece de fontes?] Associações de enfermagem humana, muitas vezes, alegaram direitos sobre o termo 'enfermeiro', e, em alguns países, este é protegido por lei. Este foi o caso no Reino Unido até o ano de 1984, onde os enfermeiros veterinários foram referidos como "auxiliares de enfermagem animal registrados", alinhado com a convenção de nomenclatura da época para os assistentes menos qualificados de enfermagem em humanos, chamados de 'auxiliares de enfermagem'.
Este é o caso, ainda nos Estados Unidos, onde a Associação Americana de Enfermagem e algumas associações estaduais de enfermagem têm reivindicado direitos de propriedade sobre o termo "enfermeiro". Alguns técnicos veterinários argumentam que, como eles gastam cerca de 90% de seu tempo realizando tarefas de enfermagem, eles devem ser autorizados a usar o título de enfermeiros veterinários, assim como suas contrapartes em outros países.[carece de fontes?]

### Auxiliar veterinário
Na maioria dos países, um auxiliar veterinário é uma pessoa com menos, ou sem, qualificações formais em saúde animal, que não tem prática autônoma, mas que é designado para auxiliar outros profissionais.
Os programas de treinamento são, muitas vezes, no local de trabalho, e nenhuma licença formal ou certificação é necessária para executar a função.
As leis locais podem restringir quais as atividades que um auxiliar de veterinária pode executar, já que alguns procedimentos só podem ser legalmente realizados por um trabalhador credenciado.

## História
Os veterinários tiveram assistentes em toda a existência da profissão, mas os primeiros trabalhadores paraveterinários organizados foram os enfermeiros de cães formados pelo Canine Nurses Institute em 1908, e anunciados na revista "The Veterinary Student". De acordo com o fundador, ele iriam "acatar orientações do veterinário, atender a uma real necessidade por parte dos proprietários de cães, e ao mesmo tempo fornecer uma ocupação razoavelmente remunerada para as mulheres jovens com um real gosto por animais".
Em 1913, o Ruislip Dog Sanatorium (um sanatório canino) foi fundado e  empregou enfermeiros para cuidar de cães adoentados, e na década de 1920, pelo menos, uma cirurgia veterinária em Mayfair empregou enfermeiras qualificadas de humanos para cuidar de animais. Em meados da década de 1930, os primeiros enfermeiros veterinários aproximaram-se do Royal College of Veterinary Surgeons para o reconhecimento oficial, e, em 1938, o Royal Veterinary College tinha uma enfermeira-chefe nomeada, mas o reconhecimento oficial não foi dado antes de 1957, primeiramente como enfermeiros veterinários, mas mudou de nome dentro de um ano pela Royal Animal Nursing Auxiliaries (RANAs) que seguiu a objeção da associação de enfermagem humana.
Em 1951, a primeira função formal paraveterinária foi criada pela Força Aérea dos Estados Unidos, que introduziu técnicos veterinários, e este foi seguido, em 1961 por um programa civil na State University of New York escola Agrícola e Técnica. Em 1965 o dr. Walter Collins, doutor em medicina veterinária, recebeu financiamento federal para desenvolver um modelo curricular para formação de técnicos. Ele produziu vários guias durante os sete anos seguintes, e por este trabalho, ele é considerado o "pai dos técnicos em veterinária" nos Estados Unidos.
Em 1984, o termo enfermeiro veterinário foi formalmente substituído por trabalhadores paraveterinários no Reino Unido.

## Educação e qualificação
O nível de educação de um paraveterinário vai depender do papel que realiza, e o quadro médico-legal veterinário para a área em que eles estão trabalhando. Muitas áreas empregam auxiliares de veterinária, que tem um papel diretamente para auxiliar outros profissionais, sob sua direção, e pode manter sem qualificação formal ou treinamento, ou foram treinados no trabalho.
Em países onde o papel dos trabalhadores paraveterinários é mais avançada com a qualificação exigida, como nos Estados Unidos ou Canadá, onde técnicos em veterinária devem, normalmente, se formar em uma instituição reconhecida pela American Veterinary Medical Association ou pela Canadian Veterinary Medical Association, e pode escolher estudar por um longo período para ganhar um diploma, ou como no o Reino Unido, onde enfermeiros veterinários entram na profissão, seja através de um curso de dois anos com diploma ou através da conclusão de uma fundação de grau ou diploma de honra.
Muitos países, incluindo o Reino Unido, Canadá e partes dos Estados Unidos, restringir alguns elementos da prática, e pode restringir o uso do nome reconhecido, para essas pessoas, atualmente registrada junto a um órgão de licenciamento, o que significa que seria ilegal para qualquer pessoa que não o registar-se para representar a si mesmos como um trabalhador paraveterinário, ou para realizar alguns dos procedimentos que um profissional licenciado poderia. Os detalhes precisos dessas restrições variam amplamente entre as áreas jurídicas, e as áreas vizinhas, podem ter políticas diferentes, como é o caso em vários estados dos EUA.

## No Mundo
As tentativas de solidariedade profissional resultou na criação da Veterinary Nurses and Technicians Association (IVNTA) em 1993. Seus membros, atualmente, incluem a Austrália, Canadá, Irlanda, Japão, Malta, Nepal, Nova Zelândia, Noruega, Paquistão, Espanha, Turquia, Reino Unido e Estados Unidos. Em 2007, o Accreditation Committee for Veterinary Nurse Education  (ACOVENE) foi criada em uma tentativa de padronizar a educação do técnico em veterinária ao longo de toda a União Europeia e para permitir a circulação de trabalhadores paraveterinários formados de um país membro para o emprego em outro. À frente da especialização, a organização de base suíça VASTA (Veterinär Anästhesie Schule für TechnikerInnen und ArzthelferInnen -- Escola de Anestesia Veterinária para Técnicos e Auxiliares) é de um a seis módulos ao longo de um ano, que é aprovado pela Associação de Veterinários Anestesistas (AVA), o European College of Veterinary Anesthesia and Analgesia (ECVAA), o International Veterinary Academy of Pain Management (IVAPM), e que foi aplicado pela RACE (Registro de Aprovados de Educação Continuada) nos Estados Unidos ("Assistentes" no título VASTA refere-se ao assistente ou veterinários júnior e não veterinários assistentes desqualificados). Seus instrutores incluem diplomados do ECVAA, enfermeiros anestesistas da medicina humana, neurologistas, e veterinários fisioterapeutas. Ele é oferecido na Alemanha, na Áustria, e regiões da Suíça com língua alemã. Tem sido oferecido na região de língua francesa da Suíça, mas está atualmente em hiato devido à existência de uma baixa participação. Os cursos estão previstos para os EUA e o Reino Unido em 2012. A conclusão bem sucedida do curso resulta na atribuição de pós-nominal letras IVA (Técnico Veterinário em Anestesia).

## No Brasil
No Brasil os trabalhadores paraveterinários formalmente ainda correspondem a uma prática recente e pouco conhecida. Os trabalhadores paraveterinários brasileiros correspondem a dois: o auxiliar de veterinária, uma função classificada como uma área de ocupação desde 2002 pela CBO (Classificação Brasileira de Ocupações), e cujo CFMV (Conselho Federal de Medicina Veterinária) se pronunciou sobre, citando que não trata-se de uma profissão regulamentada; e o técnico em veterinária, cujo CFMV ainda não se pronunciou especificamente sobre. Ambas funções ainda não possuem regulamentação no Brasil.
Em 2017 o CRMV (Conselho Regional de Medicina Veterinária) do Estado de Minas Gerais publicou uma resolução dispõe sobre os requisitos para funcionamento de estabelecimentos que ministram cursos de trabalhadores paraveterinários. Já o CRMV do Estado do Rio de Janeiro ofereceu em 2015 esclarecimentos à população sobre cursos e a função de um auxiliar de veterinária.
O curso de auxiliar de veterinária tem duração variavelmente de um mês, e não é pré-requisito obrigatório para a prática desta ocupação.
O curso de técnico em veterinária tem duração de um ano e meio a dois anos, e possui uma grade curricular complexa com disciplinas ministradas por zootecnistas e médicos veterinários.